# Alfa Romeo 182
Alfa Romeo 182 je dirkalnik Formule 1 Alfe Romeo, ki je bil v uporabi v sezoni 1982, ko sta z njim dirkala Italijana Andrea de Cesaris in Bruno Giacomelli. Oba skupaj sta z njim nastopila na petnajstih dirkah in dosegla uvrstitev v točke le na treh. Najboljšo uvrstitev je dosegel de Cesaris s tretjem mestom na Veliki nagradi Monaka. Največja pomanjkljivost dirkalnika je bila njegova slaba zanesljivost, saj je v celi sezoni dirkalnik zabeležil kar devetnajst odstopov.

## Popolni rezultati Formule 1
(legenda) (Odebeljene dirke pomenijo najboljši štartni položaj)
| Leto | Moštvo                   | Motor               | Gume | Dirkača           | 1   | 2   | 3    | 4   | 5   | 6   | 7    | 8   | 9   | 10  | 11  | 12  | 13  | 14  | 15  | 16  | Toč | Prv |
| ---- | ------------------------ | ------------------- | ---- | ----------------- | --- | --- | ---- | --- | --- | --- | ---- | --- | --- | --- | --- | --- | --- | --- | --- | --- | --- | --- |
| 1982 | Marlboro Team Alfa Romeo | Alfa Romeo 1260 V12 | M    |                   | JAR | BRA | ZZDA | SMR | BEL | MON | VZDA | KAN | NIZ | VB  | FRA | NEM | AVT | ŠVI | ITA | LVE | 7   | 10. |
| 1982 | Marlboro Team Alfa Romeo | Alfa Romeo 1260 V12 | M    | Andrea de Cesaris |     | Ret | Ret  | Ret | Ret | 3   | Ret  | 6   | Ret | Ret | Ret | Ret | Ret | 10  | 10  | 9   | 7   | 10. |
| 1982 | Marlboro Team Alfa Romeo | Alfa Romeo 1260 V12 | M    | Bruno Giacomelli  |     | Ret | Ret  | Ret | Ret | Ret | Ret  | Ret | 11  | 7   | 9   | 5   | Ret | 12  | Ret | 10  | 7   | 10. |